# Liste von NASCAR-Fachausdrücken

NASCAR-Logo

Dieser Artikel enthält eine Liste von Fachausdrücken, die im US-amerikanischen NASCAR-Motorsport gebräuchlich sind.

## Aero Push
Aero Push bezeichnet ein Fahrverhalten eines NASCAR-Rennwagens bei Kurvenfahrten, das auftritt, wenn zu dicht auf den Vordermann aufgefahren wird. Dabei wird die Front des Wagens nicht mehr richtig angeströmt und der Abtrieb auf der Vorderachse verringert sich. Als Folge untersteuert das Auto und schiebt („push“) über die Vorderachse zur Kurvenaußenseite, was nur durch Reduzierung der Geschwindigkeit korrigiert werden kann. Um diesem Verhalten entgegenzuwirken, kann der nachfolgende Fahrer seinen Wagen zum Kurveninneren hin versetzt einlenken, so dass ein ausreichend großer Luftstrom vorhanden ist, um genügend Abtrieb zu erzeugen. Dieses Fahrverhalten ist typisch für den Kurvenausgang, wenn der voraus fahrende Fahrer ab dem Kurvenscheitelpunkt nach innen und somit vor den Luftstrom des Verfolgers zieht.

## Aero Loose
Aero Loose bezeichnet ein Fahrverhalten eines NASCAR-Rennwagens, das sowohl bei Kurvenfahrten als auch auf gerader Strecke auftreten kann. Im Rahmen einer Kurvenfahrt tritt das Verhalten auf, wenn ein Rennwagen auf der kurveninneren Seite durch einen Verfolger mit geringem Abstand überholt wird. Wenn sich der Heckspoiler des überholenden Fahrzeuges ungefähr auf Höhe der Fahrgastzelle befindet, nimmt dieser die Luft vom Spoiler des Fahrzeugs, das überholt wird. Letzteres verliert dadurch an Abtrieb auf der Hinterachse, wodurch es in ein übersteuerndes Fahrverhalten („loose“) gerät.
Auf gerader Strecke stellt sich die Situation so dar, dass sich ein Fahrzeug einem anderen von hinten annähert. Dabei schiebt es Luft unter den Heckspoiler des vorausfahrenden Wagens, wodurch dieser leicht auf der Hinterachse wird und Abtrieb verliert.

## Apron

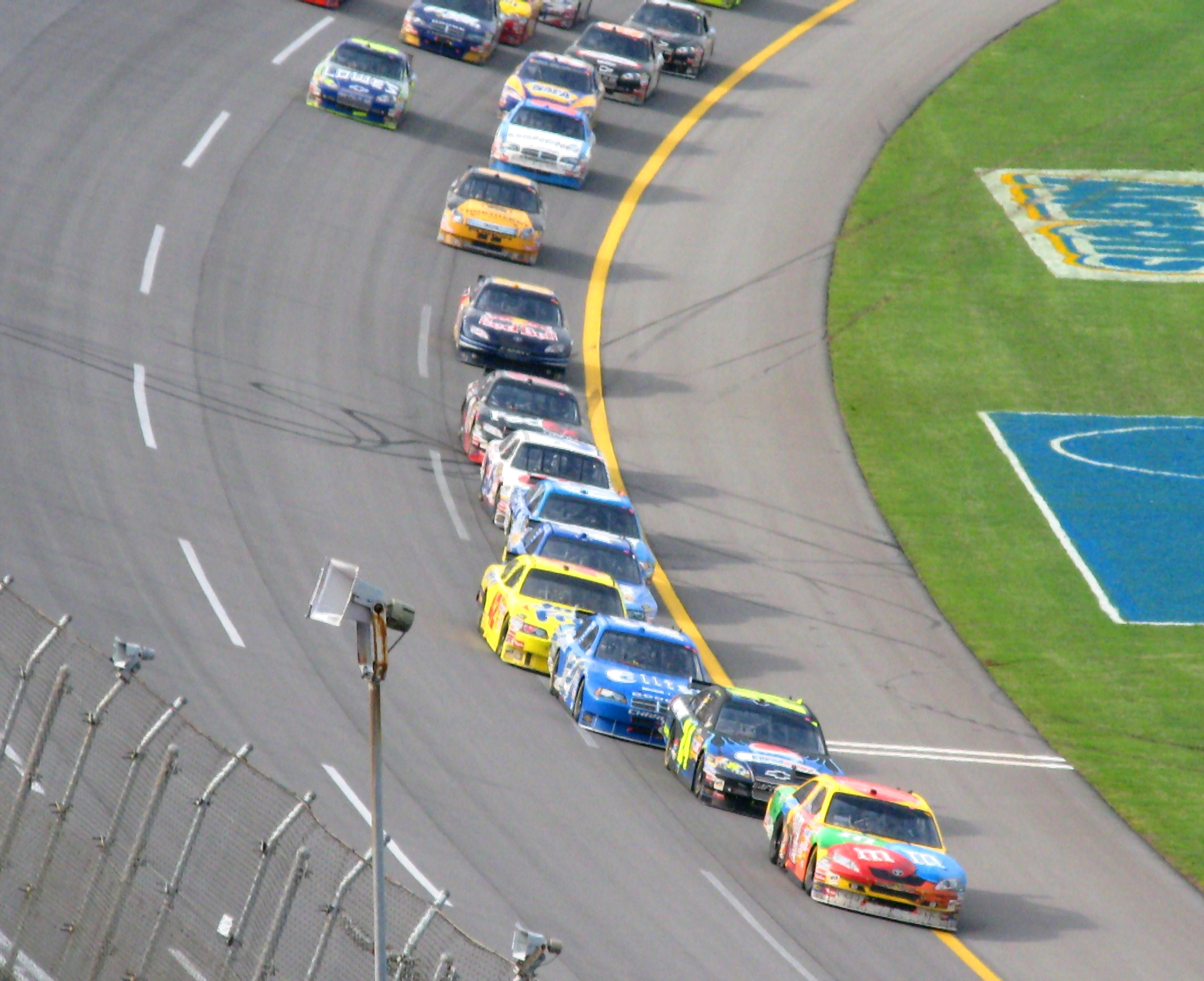
Die gelbe Linie trennt die eigentliche Fahrbahn vom Apron.

Der Apron ist ein befestigter Teil einer Ovalrennstrecke, der die Rennspur vom unbefestigten Innenbereich trennt. Auf nahezu allen Strecken befindet sich an der Grenze zwischen dem Apron und der Rennspur eine gelbe oder weiße Linie. In Daytona und Talladega wird durch eine doppelte Linie angezeigt, dass diese bei Überholmanövern nicht unterschritten werden dürfen, andernfalls muss der überholende Fahrer anschließend die Position wieder zurückgeben. Auf anderen Rennstrecken zählt der Apron zum Rennbereich. Ein Unterschreiten der Trennlinie auf Strecken mit starker Kurvenüberhöhung ist jedoch risikoreich, da der Apron selbst keine Überhöhung aufweist. Der Rennwagen kann somit am Boden aufschlagen und im ungünstigsten Fall ins Schleudern geraten.

## Banking
Als Banking bezeichnet man die Fahrbahnneigung zur Innenseite der Rennstrecke. Das Wort Banking bedeutet Aufschüttung, bzw. Querneigung. Der Banking-Wert ist die Steigung vom untersten (inneren) bis zum obersten (äußeren) Teil der Fahrbahn. Steigt die Bahn in diesem Bereich zum Beispiel um 12 Grad, dann hat die Stelle ein Banking von 12. Das Banking ist im Verlauf der Strecke unterschiedlich hoch, meist sind die Kurven steiler als die Geraden. Die Kurven können mit einer variablen Überhöhung ausgestattet sein, bei der die Überhöhung zur Kurvenaußenseite ansteigt. Hierdurch soll erreicht werden, dass unabhängig von der Linienwahl die zum Durchfahren der Kurve benötigte Zeit möglichst identisch ist, um die Rennen spannender zu gestalten.

## Beneficiary Rule (Lucky Dog)
Die Beneficiary Rule, besser bekannt als „Lucky Dog“-Regel oder „Free Pass“ ist eine Regelung, wonach sich bei einer Neutralisation des Rennens der zuletzt überrundete Fahrer zurückrunden darf. Sie wurde im Jahre 2003 als Ersatz für die Möglichkeit einer Zurückrundung während eines „Racing back to the Caution“ eingeführt. Generell ist jeder zuletzt überrundete Fahrer berechtigt, diese Regelung in Anspruch zu nehmen, es sei denn, es sind weniger als noch zehn Runden der geplanten Renndistanz zu absolvieren, der Fahrer hat selbst die Gelb-Phase ausgelöst oder der Fahrer wurde zuvor wegen rücksichtslosem Fahren mit Rundenabzug bestraft. Wird einem Fahrer der Free Pass zugesprochen, so darf er das Pacecar überholen und sich am Ende der längeren der beiden Schlangen für den Neustart einsortieren.

## Bump and run
Bump and run beschreibt eine Art des Überholmanövers, welches insbesondere auf Short Track-Ovalen bei engen Positionskämpfen oftmals zum Einsatz kommt. Dabei schiebt ein Fahrer den vor ihm fahrenden Wagen so an, dass sich sein Fahrverhalten destabilisiert, sodass dessen Fahrer vom Gas gehen muss oder sich der angeschobene Wagen im Extremfall dreht. Außerhalb von Short Tracks wird dieses Manöver praktisch nicht oder unabsichtlich angewendet, da ein Einschlag in die Mauer aufgrund der hohen Geschwindigkeiten sehr wahrscheinlich und auch gefährlich ist.

## Bumpdraft

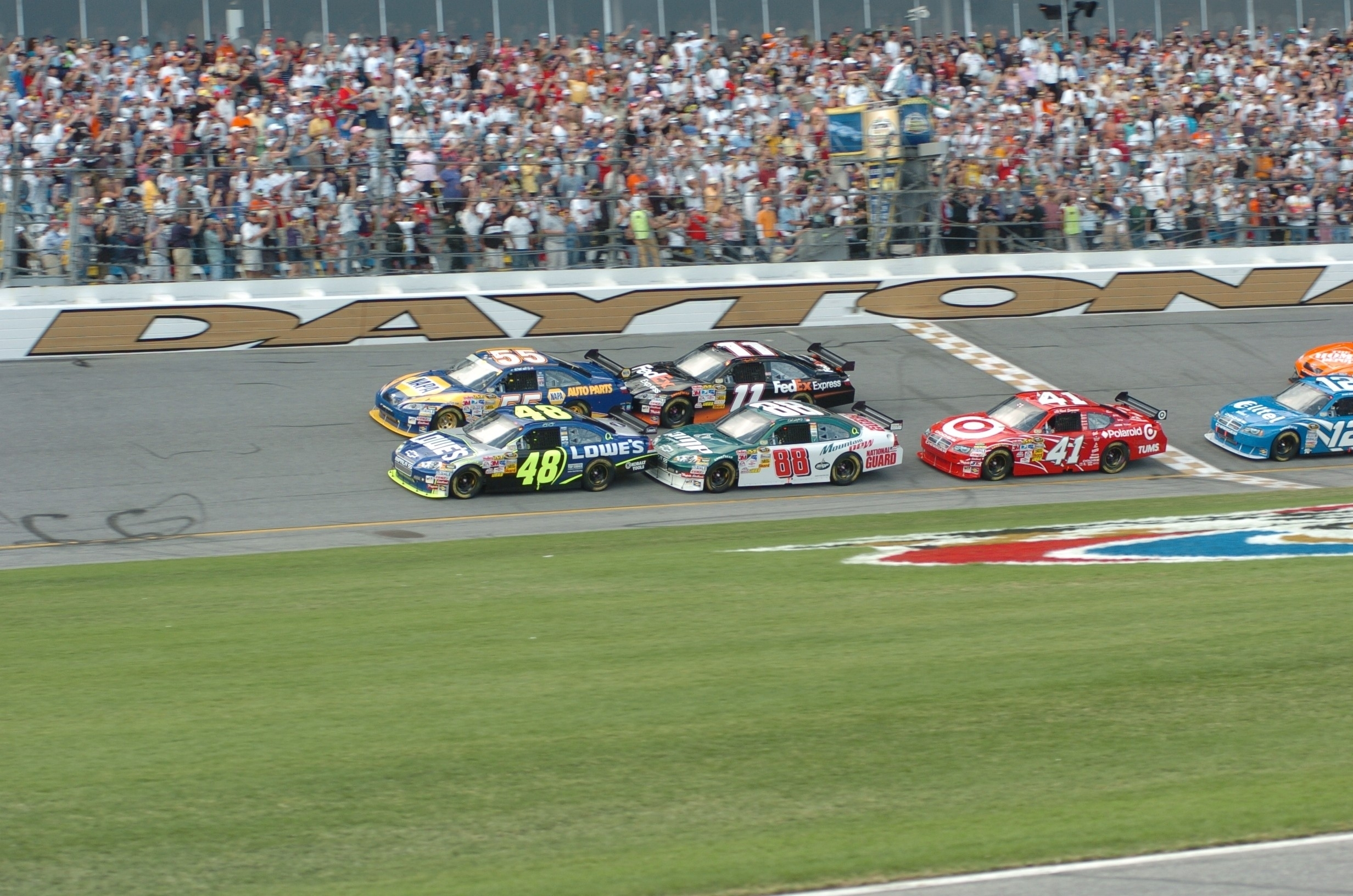
Jimmie Johnson (#48) und Dale Earnhardt Jr. (#88) beim Bumpdrafting in Daytona

Ein Bumpdraft beziehungsweise Bumpdrafting bezeichnet ein Phänomen, welches speziell in Restrictor Plate-Rennen anzutreffen ist. Dabei fährt ein nachfolgender Fahrer seinem Vordermann bis auf die Stoßstange auf und schiebt ihn aufgrund der höheren Geschwindigkeit im Windschatten an. Durch dieses Anschieben erhöht sich die Geschwindigkeit des Vordermannes, was wiederum zu Geschwindigkeitserhöhung aller Wagen führt, die ihm folgen. Da ein allein fahrendes Fahrzeug diesen Vorteil nicht besitzt, kann es zwangsläufig einem Pulk von Fahrzeugen nicht davonfahren.
Allerdings kann Bumbdrafting auch zu gefährlichen Situationen führen. Da der vorausfahrende Wagen durch das Anstoßen zeitweilig leichter auf der Hinterachse wird, besteht die Gefahr eines Drehers und wegen der dicht hintereinander fahrenden Wagen die hohe Wahrscheinlichkeit eines Massenunfalls, dem sogenannten „Big One“. Besonders hoch ist die Gefahr beim Einlenken in eine Kurve. Der nachfolgende Fahrer muss daher vorsichtig agieren und den vor ihm fahrenden Wagen mittig und zum richtigen Zeitpunkt treffen.

## Buschwhacker
Der Begriff „Buschwhacker“ bezeichnet NASCAR-Fahrer, die regulär in der Cup-Serie fahren, zusätzlich aber auch in der Xfinity Series antreten, die bis 2007 „Busch (Grand National) Series“ hieß. Es handelt sich dabei um ein Wortspiel und eine Abwandlung von „Bushwhacker“, einem Begriff aus der Zeit des Amerikanischen Bürgerkriegs, als Gruppen von sogenannten Bushwhackern in Guerilla-Manier lohnende Ziele sowohl der Union als auch der Konföderation angriffen, um Beute zu machen. Ähnlich diesem Vorgehen wird von Kritikern dieser Art des Antretens in zwei Rennserien den Fahrern vorgeworfen, sie würden den regulären Fahrern der Busch Series das Preisgeld streitig machen. Dabei würden sie zudem von überlegenem Material sowie ihrer Erfahrung profitieren, da die regulären Fahrer der Busch Series vielfach Nachwuchsfahrer sind. Demgegenüber gibt es aber auch Stimmen, die behaupten, ohne das Antreten der Top-Stars der Cup-Serie würde die Xfinity Series langfristig aufgrund von mangelndem Interesse der Fans aussterben.

Seit der Saison 2011 können Fahrer nur noch in einer der 3 Top-Rennserien der NASCAR Punkte für die Fahrermeisterschaft erzielen. Jeder Fahrer muss eine Rennserie vor Saisonstart wählen.

## Camber

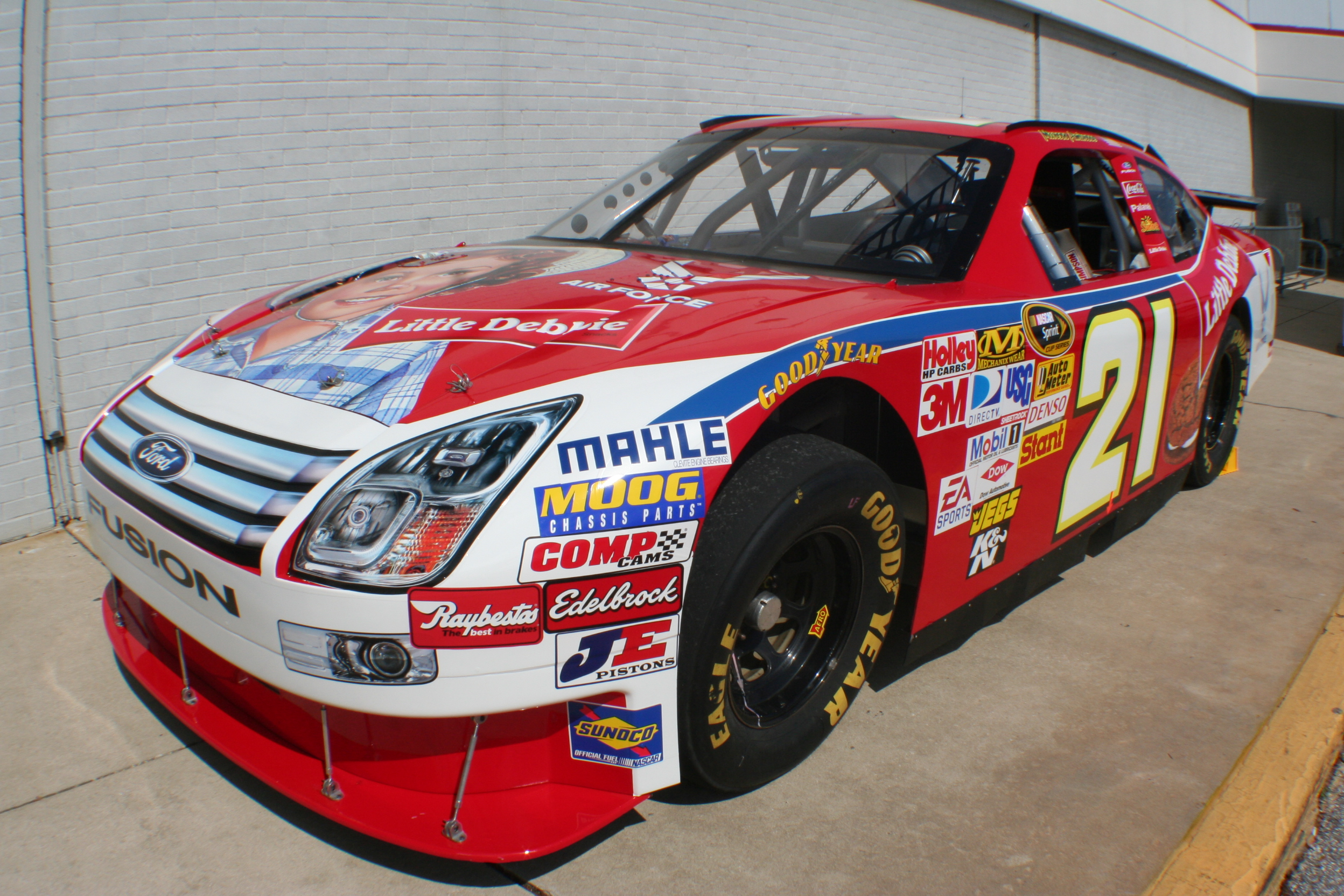
Positiver Camber

Camber ist die englische Bezeichnung für den Radsturz, also der Winkel zwischen einer Ebene senkrecht zur Fahrbahn in Fahrtrichtung und der Radmittelebene. Negativer Sturz (negative camber) bedeutet, dass der Reifen an der Oberseite dem Fahrzeug näher ist als an der Unterseite – das Rad ist Richtung Fahrzeug geneigt. Beim positiven Sturz ist folglich das Gegenteil der Fall: Das Rad ist vom Fahrzeug weggeneigt. Negativer Sturz verändert die Reifenaufstandsfläche in dem Maße, dass er mehr Seitenkraft in Fahrzeugrichtung übertragen kann, was somit in höheren Kurvengeschwindigkeiten resultiert. Da bei Ovalrennen immer nur entgegen dem Uhrzeigersinn gefahren wird, kann bei einem NASCAR-Rennwagen eine extrem asymmetrische Abstimmung vorgenommen werden, bei der die Räder auf der linken Fahrzeugseite auf einen positiven Camber und die auf der rechten Seite auf einen negativen Camber eingestellt werden. Dies erlaubt eine zusätzliche Erhöhung der Kurvengeschwindigkeit, resultiert aber auch in einem permanent nach links ziehenden Fahrzeug.

## Catch Can
Bei einer Catch Can handelt es sich um eine kleine Kanne, die beim Tankvorgang eingesetzt wird. Sie wird auf ein Überlaufventil des Tanks gesteckt und fängt das überlaufende Benzin beim Betanken auf, so dass es nicht auf den Boden laufen oder sich am Wagen entzünden kann. Gleichzeitig sorgt es dafür, dass der Tank belüftet wird und somit schneller vollgetankt werden kann. Da es sich hierbei um ein sicherheitsrelevantes Teil handelt, war der Einsatz zwingend vorgeschrieben. Mit der seit 2011 eingesetzten neuen Tankanlage wurde die Catch Can (und der zugehörige Mechaniker, der diese hielt – Catch Man) überflüssig.

## Caution
Eine Caution ist eine Gelbphase während des Rennens, die durch Unfälle oder Gegenstände auf der Strecke ausgelöst werden kann. Das Rennen wird sofort neutralisiert und das Pace Car kommt auf die Strecke, die Boxeneinfahrt wird gesperrt. Die Fahrer reihen sich, beginnend mit dem Führenden, hinter dem Pace Car ein. Die Boxeneinfahrt wird vor der Vorbeifahrt des Pace Cars wieder geöffnet und alle Fahrer haben die Gelegenheit, einen Boxenstopp zu machen, der zu weniger Zeitverlust als im normalen Rennverlauf führt. Es dürfen im Regelfall zuerst jene Autos, die sich mit dem Führenden in einer Runde befinden, an die Box fahren – eine Runde später auch alle überrundeten Autos. Am Ende einer Caution sortieren sich die Fahrer normalerweise in zwei Reihen ('double-file-restart') hinter dem Pace Car ein. Der Führende kann auswählen, welche Linie er nehmen möchte. Die Caution endet mit der Einfahrt des Pace Cars in die Boxengasse und der grünen Flagge, die das Rennen wieder freigibt.

## Competition Caution
Eine Competition Caution ist ein Sonderfall der Caution. Diese wird bereits vor dem Rennstart für eine bestimmte Runde angekündigt. Sie dient in der Regel dazu, dem Fahrerfeld die Gelegenheit zu geben, insbesondere den Reifenverschleiß zu überprüfen. In der Regel wird eine Competition Caution ausgesprochen, wenn es auf Grund von Witterungsbedingungen kaum Trainingszeit gab oder die Strecke vor dem Rennen durch Regenfälle gereinigt wurde. Wird eine Competition Caution ausgesprochen, so darf davor nicht getankt werden. Ein Fahrer kann, muss aber nicht im Rahmen der Competition Caution an die Box kommen.

## Crew Chief
Der Crew Chief ist neben dem Fahrer selbst die wichtigste Person in einem Team. Ähnlich dem Teamchef in der Formel 1 leitet er das Team, das für einen Wagen zuständig ist. Daneben ist er aber auch maßgeblich am Erfolg des Fahrers beteiligt. Zusammen mit dem Fahrer definiert der Crew Chief die Rennstrategie und stimmt den Rennwagen im Verlauf des Rennens an die Gegebenheiten der Rennstrecke ab, um so in der entscheidenden Phase des Rennens einen top Wagen zur Verfügung zu haben. Da die Rennwagen von der Leistung her nahezu identisch sind, entscheiden selbst kleinste Veränderungen über Sieg oder Niederlage. Daher ist die Erfahrung des Crew Chief extrem wichtig, anhand von Erfahrungswerten die richtige Entscheidung zu treffen.

## Crush Panels
Crush Panels sind Bleche, die die Fahrgastzelle abdichten. Werden sie beschädigt, kann heiße Luft, die unter dem Fahrzeug durch die Abgasanlage, die Bremsanlage oder das Differential entsteht, in den Innenraum eindringen.

## Darlington Stripes

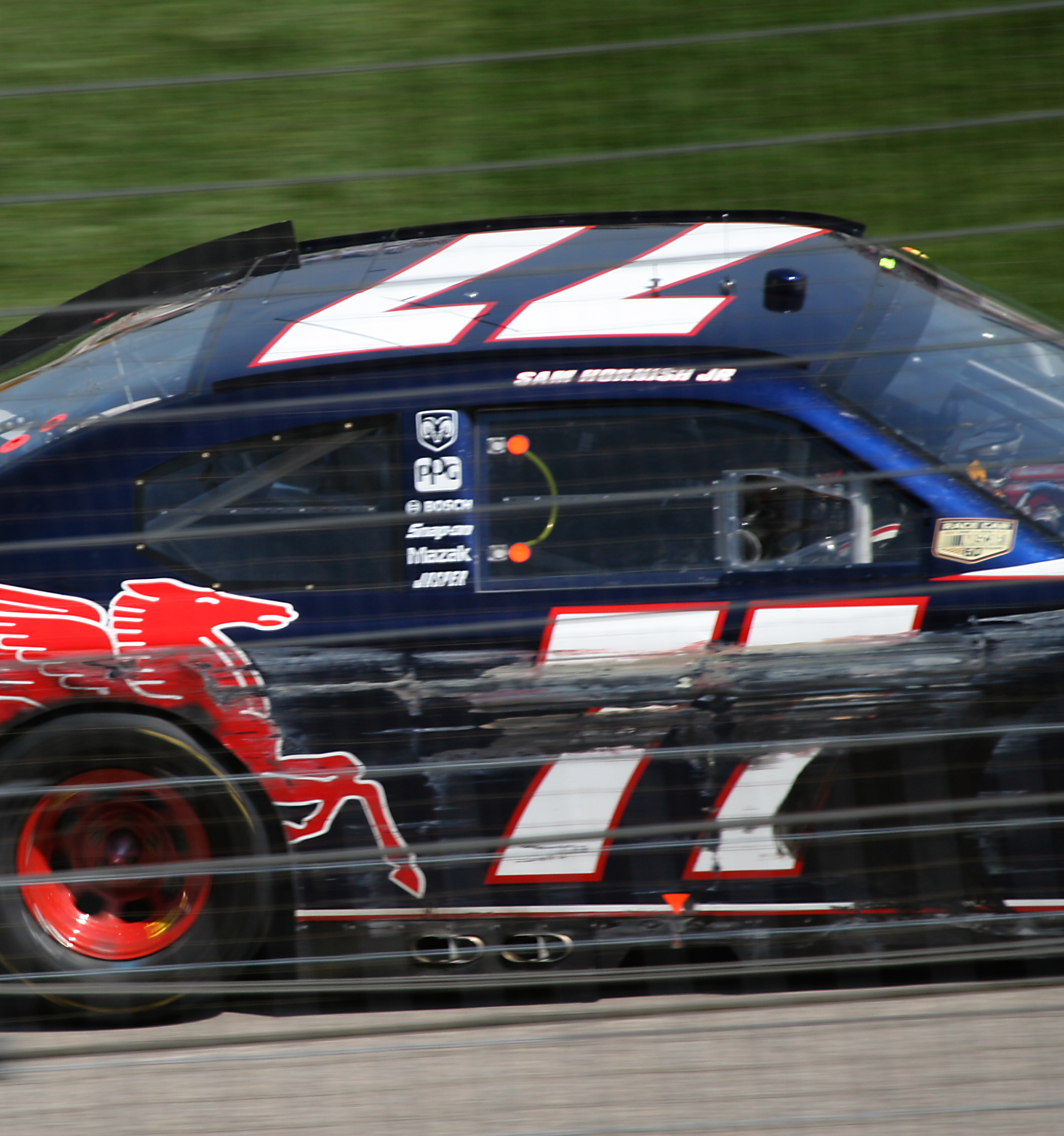
Typisches Beispiel von Darlington Stripes am Wagen von Sam Hornish junior – aufgenommen allerdings auf dem Texas Motor Speedway.

Mit Darlington Stripes („Darlington Streifen“) werden die in relativer Häufigkeit auf dem Darlington Raceway vorkommenden Spuren auf der rechten Außenseite der Rennwagen bezeichnet, die beim Kontakt mit der Außenmauer der Rennstrecke entstehen. Bedingt durch die außergewöhnliche Streckencharakteristik in Ei-Form ergibt sich die Situation, dass die Kurven 3 und 4 nicht wie normalerweise mit einer Lenkbewegung durchfahren werden können, sondern ein zweites Mal eingelenkt werden muss. Da zudem die Ideallinie sich sehr nahe an der Mauer befindet, kommt es bereits aufgrund kleinerer Fahrfehler zu überproportional vielen Mauerkontakten, die ihre Streifen auf den Rennwagen hinterlassen beziehungsweise an der Mauer selbst. Daraus resultiert der Begriff Darlington Stripes.

## Green-White-Checkered
Green-White-Checkered beschreibt eine Situation am Ende des Rennens, die auftreten kann, wenn in den letzten Runden das Rennen unter Gelb neutralisiert wird, und von NASCAR seit 2004 angewandt wird. Nach dieser Regel soll ein Rennen nicht unter Gelb zu Ende gefahren werden, sondern nach Möglichkeit unter Rennbedingungen. Das grundlegende Prozedere stellt sich wie folgt dar: Wenn abzusehen ist, dass die Gelbphase länger andauern würde, als die geplante Renndistanz, wird das Rennen verlängert, um es unter Rennbedingungen zu Ende fahren zu können. Dazu werden entweder zusätzliche Runden hinter dem Pace Car absolviert oder das Rennen angehalten, bis die Gefahr beseitigt wurde. Anschließend wird das Rennen unter grün neu gestartet. Nach einer Runde erhält das Fahrerfeld die weiße Flagge als Zeichen für die letzte Runde. Bei der nächsten Überquerung der Ziellinie wird das Rennen mit der schwarz-weiß-karierten Flagge abgewinkt. Entsprechend wird diese Reihenfolge als Green-White-Checkered bezeichnet. Diese Regelung wurde dabei bis 2009 nur einmal pro Rennen angewendet. Seit der Saison 2010 kann diese Regelung bis zu dreimal greifen. Nach dem dritten und letzten Versuch eines Green-White-Checkered wird das Rennen bei einer erneuten Gelbphase sofort beendet und es zählt der Stand zum Zeitpunkt der Neutralisation.
Zu unterscheiden sind bei dieser Regelung zwei Situationen: Gelb wird vor Anbruch der letzten Runde oder während der letzten Runde gezeigt. Beim Schalten von Gelb vor dem Anbruch der letzten Runde wird das oben genannte allgemeine Vorgehen angewandt. Wird hingegen Gelb in der letzten Runde geschaltet, so ist das Rennen umgehend vorbei, sofern nicht folgende Besonderheit auftritt: Befindet sich die Ursache für die Gelbphase hinter den Führenden des Rennens und die Strecke bis zur Ziellinie ist frei, dürfen diese Fahrer weiter den Sieg untereinander ausfahren.

## Groove
Ein Groove bezeichnet eine Fahrlinie, die ein Rennfahrer fährt, um möglichst schnell den Kurs zu umrunden. Der Begriff ist äquivalent mit dem einer Ideallinie auf Straßenkursen. Üblicherweise existieren auf Ovalkursen mehrere Grooves, dessen Wahl abhängig von der Streckenbeschaffenheit, Witterung, Konfiguration des Rennwagens sowie dem Zustand der Reifen ist. Es ist üblich, dass ein Fahrer während eines Rennens öfters den Groove wechselt.

## Go or go Home Fahrer
Für ein Rennen bewerben sich oftmals mehr Teams, als später tatsächlich antreten können. Hierfür zählt nicht alleine die Leistung im Qualifikationstraining, sondern auch die bisherigen Erfolge der Saison. Durch dieses System müssen sich nur die bisher schwächeren Fahrer Sorgen machen – für diese gilt „go or go home“; sinngemäß „schaff es oder geh nach Hause“. Das genaue System unterscheidet sich dabei zwischen den drei Serien und wurde im Laufe der Zeit auch immer wieder geändert.
Aktuell (ab der Saison 2014) sind im Sprint Cup die 36 schnellsten des Qualifikationstrainings sicher für das Rennen qualifiziert; die Plätze 37 bis 43 gehen an die bisher erfolgreichsten Teams, die es nicht unter die ersten 36 des Quali geschafft haben. Als Sonderfall gibt es hier noch die Past Champion Provisional.
In den Vorjahren waren fest die ersten 35 Teams der Meisterschaft qualifiziert, während für alle dahinter nur die Zeit zählte. Dieses System war eine der Ursachen des Start-and-Park-Problems. In beiden kleineren Serien wird noch immer ein festes System mit 30 von 40 (Nationwide Series) bzw. 23 von 36 (Truck Series) Teams verwendet.

## Happy Hour
Happy Hour bezeichnet die letzte Trainingssitzung am Tag vor dem Rennen. Sie dauert exakt eine Stunde und gibt den Teams die Möglichkeit, die Rennwagen für das Rennen abzustimmen, da die Happy Hour nach dem Qualifying stattfindet. Die Happy Hour ist vergleichbar mit dem ehemaligen Warm-up-Training der Formel 1.

## Past Champion Provisional
Die Past Champion Provisional ist eine Sonderregelung für ehemalige Champions in einer Rennserie von NASCAR, die es ihnen ermöglicht an einem Rennen teilzunehmen, obwohl sie sich über das Qualifying nicht qualifizieren konnten. Die Regelung wurde eingeführt, nachdem sich Richard Petty in der Saison 1989 für drei Rennen nicht qualifizieren konnte und die Fans sich hierüber massivst beschwerten. Konkret stellt sich die Past Champion Provisional so dar, dass pro Rennen genau ein ehemaliger Champion sich hierüber einen Startplatz erkaufen kann. Können sich zwei oder mehr ehemalige Champions in einem Rennen nicht qualifizieren, so erhält derjenige den Startplatz, dessen letzte Meisterschaft kürzer zurückliegt. Im Sprint Cup stehen einem ehemaligen Champion insgesamt sechs Past Champion Provisionals pro Saison zur Verfügung, in der Nationwide Series je ein Past Champion Provisional pro sechs Rennen und in der Craftsman Truck Series unbegrenzt.

## Quick Yellow
Quick Yellow bezeichnet eine Regel, um eine durch die Gelbe Flagge ausgelöste Rennunterbrechung möglichst kurz zu halten, beispielsweise bei nur noch wenigen verbleibenden Runden, so dass noch möglichst viele Runden unter Grün gefahren werden können. Dabei dürfen alle Fahrer zur selben Zeit in die Box fahren, während normalerweise zunächst die Fahrer in die Box fahren dürfen, die sich in der Führungsrunde befinden, und eine Runde später die überrundeten Fahrer. Dementsprechend kann durch Anwendung der Regel eine zusätzliche Runde unter Gelb eingespart werden. Die Anwendung der Regel wird den Teams vor dem Öffnen der Boxengasse mitgeteilt.

## Racing back to the Caution / Race to the Flag
Als Racing back to the Caution oder auch Race to the Flag wurde bis 2003 eine Rennsituation bezeichnet, die beim Schwenken der Gelben Flagge, das heißt der Neutralisation des Rennens, auftrat. Anders als bei europäischen Rennserien ist dabei zu beachten, dass eine Gelbe Flagge bei NASCAR das komplette Rennen neutralisiert und nicht wie beispielsweise in der Formel 1 zu angemessener Fahrweise und Überholverbot an betroffener Stelle vorschreibt. Bis zum Jahr 2003 besagte das Reglement von NASCAR, dass die Neutralisation erst bei Erreichen der Start- und Ziellinie einsetzte. In der Praxis bedeutete dies, dass Fahrzeuge, die kurz vor Schwenken der Gelben Flagge an der Start- und Ziellinie diese überquert hatten, im Extremfall noch eine komplette Runde unter Rennbedingungen absolvieren konnten, bevor sie durch das Pace Car eingebremst wurden. Dieses Fahren vom Auslösen der Neutralisation bis hin zur Ziellinie wurde als Racing back to the Caution bezeichnet.
Diese Regelung war insbesondere für überrundete Fahrer interessant, die sich direkt hinter dem Führenden befanden. Durch das Überholen des Führenden war es möglich, sich zurückzurunden. Da sich das Pace Car direkt vor den Führenden setzt, konnte der vormals überrundete Fahrer dem Pacecar davonfahren und sich am Ende des Feldes einsortieren. Gleichzeitig bedeutete dieses Rennen zur Flagge aber auch, dass die Wagen mit Maximalgeschwindigkeit an gegebenenfalls verunfallten Fahrzeugen vorbeifuhren, was ein erhebliches Sicherheitsrisiko darstellte. Aus diesem Grund änderte NASCAR im Jahre 2003 die Regeln, wonach das Rennen sofort mit Schwenken der Gelben Flagge eingefroren wird. Da hiermit die Möglichkeiten einer Zurückrundung deutlich eingeschränkt wurden, erließ NASCAR als Ausgleich die „Beneficiary Rule“, besser bekannt als „Lucky-Dog“-Regel.

## Restrictor Plate-Rennen

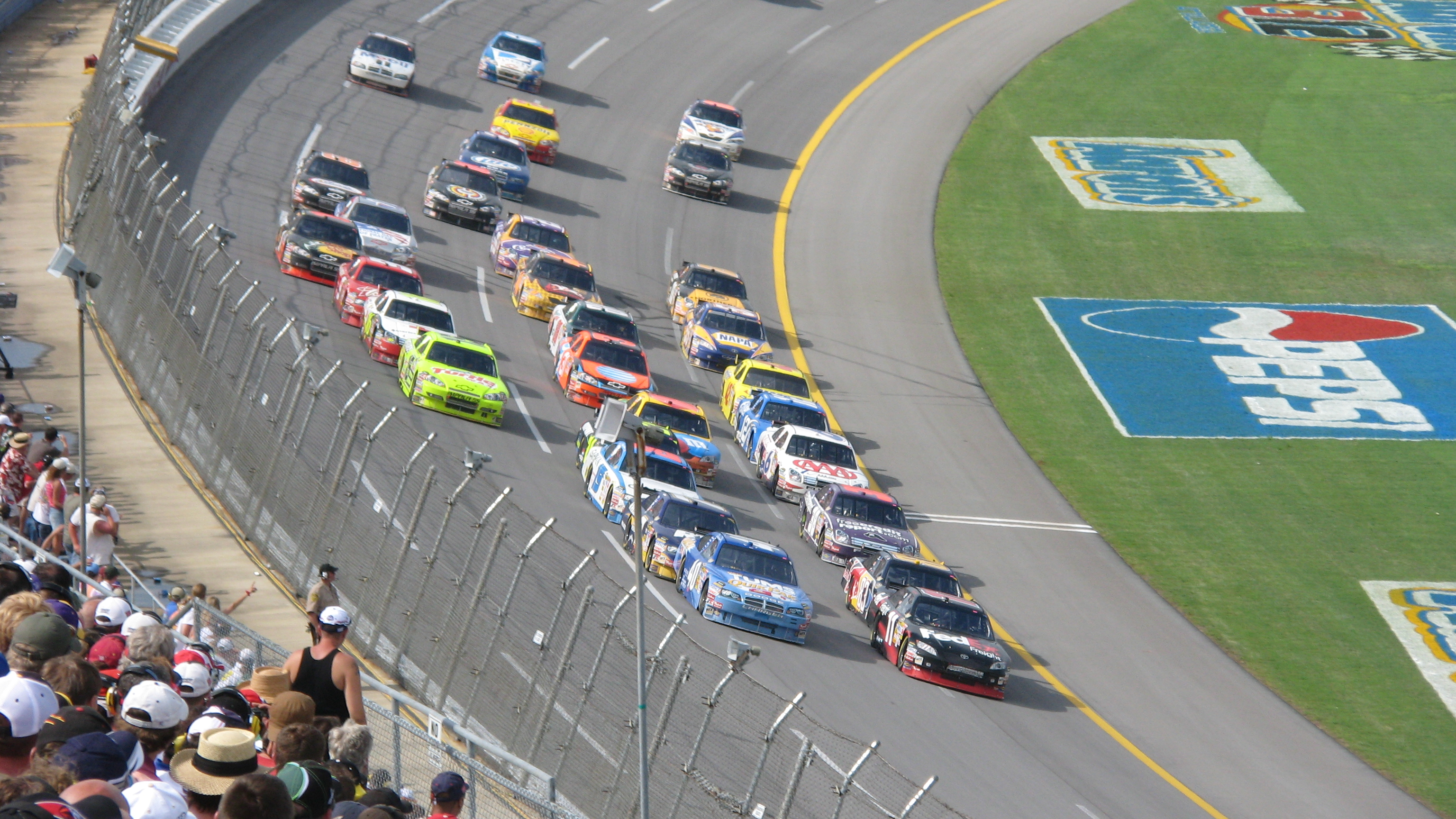
Typische Rennsituation in einem Restrictor Plate-Rennen: Die Rennwagen fahren dicht gedrängt Stoßstange an Stoßstange in einem Zug (hier drei Züge) hintereinander her.

Restrictor Plate-Rennen bezeichnen eine spezielle Art von Rennen, wie sie nur auf den beiden Superspeedways in Talladega und Daytona vorkommen. Bei diesen Rennen wird die Leistung der Wagen, die üblicherweise zwischen 590 und 625 kW (800–850 PS) liegt, mittels Luftmengenbegrenzern – im englischen „restrictor plate“ – auf etwa die Hälfte gedrosselt, um die erzielten Geschwindigkeiten einzugrenzen. Ohne Drosselung würden auf diesen beiden Strecken Durchschnittsgeschwindigkeiten von etwa 220 mph (ca. 350 km/h) pro Runde erzielt werden.
Diese Leistungsdrosselung führt zu einer Situation, in der ein einzelnes Fahrzeug dem Feld nicht davonfahren kann, da die Geschwindigkeit einer Gruppe in direkter Linie hintereinander fahrender Fahrzeuge deutlich höher ist, als die eines alleine fahrenden Wagens. Dies liegt am Windschatten. Ein Fahrzeug, das dicht hinter einem anderen fährt, hat weniger Luftwiderstand zu überwinden und wird so schneller. Gleichzeitig „drückt“ es Luft vor sich her, die den Vordermann wiederum anschiebt. Ein Feld von mehreren Fahrzeugen kann somit eine deutlich höhere Geschwindigkeit aufbauen. Zusätzlich kann die Geschwindigkeit durch „Bumpdrafting“ noch weiter erhöht werden.
Entsprechend fahren die Wagen den Großteil eines Rennens wie an einer Perlenschnur aufgereiht in dichtem Abstand hintereinander. Die Erfahrung eines Fahrers spielt dabei eine große Rolle, um gegen Ende des Rennens in der richtigen Position zu liegen und den Zeitpunkt der Führungsübernahme zeitlich abzupassen.

## Right Front
Bei den Ovalrennen wird der rechte vordere Reifen des Wagens am meisten belastet, da stets Linkskurven gefahren werden. Da den Fahrern keine Telemetriedaten zur Verfügung stehen, müssen sie den Zustand ihrer Reifen selbst einschätzen. Werden die Reifen nicht rechtzeitig gewechselt, kann dies bedeuten, dass der rechte Vorderreifen beim Durchfahren einer Kurve platzt. In der Regel bedeutet dieser „Right Front“ den unkontrollierten Einschlag in die Streckenbegrenzung, da der Wagen ab diesem Zeitpunkt oft nur noch geradeaus fährt. In den Fernsehübertragungen ist meist deutlich am Verhalten des Wagens zu erkennen, zu welchem Zeitpunkt der Reifen platzte.

## Road Course Ringer
Ein Road Course Ringer bezeichnet einen Spezialisten für Rennen auf Straßenkursen, wie sie in Europa beispielsweise üblich sind. In NASCAR und speziell in der NASCAR Cup Series werden pro Saison aber nur wenige Rennen auf Straßenkursen oder sogenannten Rovals gefahren, unter anderem auf dem Watkins Glen International und dem Sonoma Raceway. Alle anderen Rennen finden auf Ovalrennstrecken statt. Daher werden von Teams, deren regulärer Fahrer unerfahren auf dieser Art Strecken ist oder die ein gutes Ergebnis im Qualifying benötigen, um überhaupt am Rennen teilnehmen zu können, entsprechende Spezialisten nur für diese Rennen eingekauft.

## Roof Flap
Roof Flaps sind kleine Klappen auf dem Dach des Rennwagens, die dessen Abheben bei Drehern unter hohen Geschwindigkeiten verhindern sollen. Die dabei unter das Heck strömende Luft kann einen so großen Auftrieb erzeugen, dass der Wagen abhebt und sich im schlimmsten Fall überschlägt. Um dem entgegenzuwirken, sind auf dem Dach eines jeden NASCAR-Rennwagens zwei Klappen montiert, die sich bei einem Dreher öffnen und als zusätzliche Spoiler Abtrieb erzeugen, der ein Abheben des Autos erschweren soll. Um sicherzustellen, dass sich beide öffnen, besteht zwischen den Kammern, in denen die Klappen versenkt sind, eine Verbindung. Die Luft strömt dazu durch die Verbindung und drückt die andere Klappe auf, sofern diese noch nicht offen ist.

## Rookie of the Year
Als Rookie of the Year bezeichnet man den besten Neuling der Saison in einer NASCAR-Division. Der Rookie of the Year wird in einer eigenen Wertung mit eigenem Punktesystem festgelegt, ist aber trotzdem gleichzeitig in der normalen Gesamtwertung und hat dort die gleichen Rechte wie alle anderen Fahrer.
Siehe auch: NASCAR Rookie of the Year Award

## Seven-Post Shaker
Der Seven-Post Shaker ist ein Simulator, den die meisten großen NASCAR-Teams einsetzen, um die individuellen Kräfte zu simulieren, die während eines Rennens auf das Auto einwirken. Dabei wird das Fahrzeug auf sieben Hubhydraulikstützen gestellt. Vier davon simulieren die Streckenverhältnisse – auf diesen steht das Fahrzeug mit seinen vier Rädern. Die drei weiteren ahmen die Aerodynamik – speziell den Anpressdruck – nach. Das Verfahren dient dazu den jeweiligen Rennwagen optimal an die unterschiedlichen Streckenverhältnisse anzupassen.

## Short Pit Stop
Ein Boxenstopp, der erfolgt, obwohl der Fahrer noch für weitere Runden Sprit an Bord hätte. Ein solcher Stopp kann insbesondere gegen Ende des Rennens sinnvoll sein, zum Beispiel um bis zum Rennende gerade noch ohne Boxenstopp durchfahren zu können oder um möglichst früh den Vorteil frischer Reifen zu nutzen. Das Risiko einer solchen Pit-Stop-Strategie besteht darin, dass kurz nach dem Stop eine Gelb-Licht-Phase eintreten könnte. Alle Konkurrenten könnten dann einen signifikanten Vorteil daraus ziehen, nicht unter Renntempo zur Box zu kommen.

## Short Track

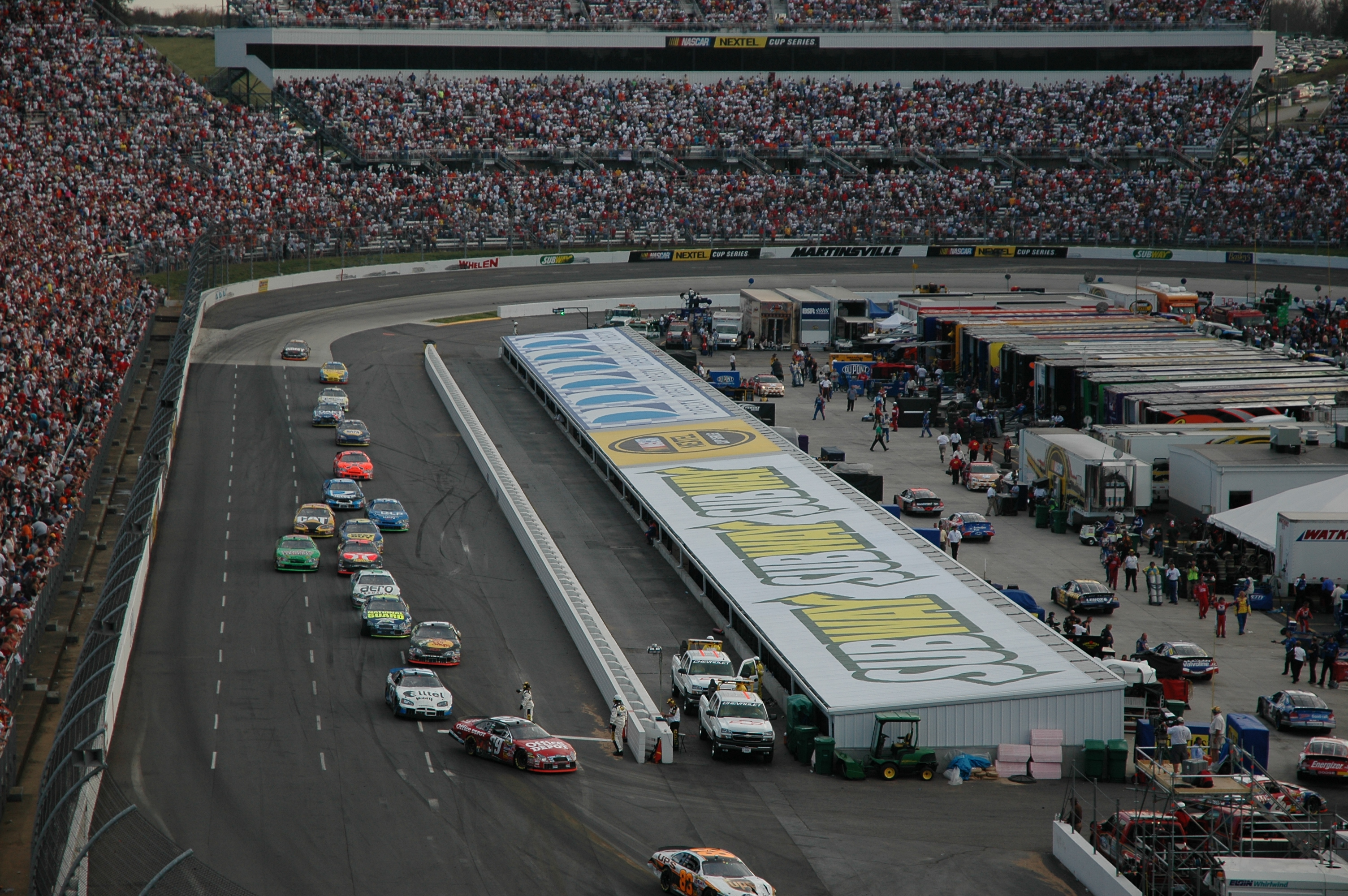
Blick in das Infield und auf die Gegengeraden des Martinsville Speedway – mit einer Länge von 0,526 Meilen der kürzeste Short Track im NASCAR-Rennkalender.

Ein Short Track ist ein Ovalkurs, der kürzer als eine Meile (1,61 Kilometer) ist. Die meisten dieser Short Tracks, wie beispielsweise der Bristol Motor Speedway haben Stadioncharakter, da sie größtenteils zu allen Seiten von zum Teil steil aufragenden Tribünen umgeben sind.

## Single-File
Von Single-File spricht man, wenn die Autos hintereinander in einer Reihe fahren und nicht wie so oft in der NASCAR mit zwei oder mehr Wagen nebeneinander. Fahren zwei Wagen nebeneinander spricht man von einem „2-wide“, fahren drei nebeneinander von einem „3-wide“ und so weiter.

## Spring Rubber
Ein Spring Rubber ist eine kleine flache Scheibe aus Gummi („rubber“), die in die Feder („spring“) der Radaufhängung gesteckt wird, um die Federwirkung zu verändern. Durch das Entfernen eines Spring Rubbers wird die Federung auf dem entsprechenden Rad weicher und der mechanische Grip erhöht sich. Die Spring Rubber werden üblicherweise bereits vor dem Rennen in die Feder gesteckt, da es leichter ist, sie aus der Feder herauszuziehen anstatt sie hineinzustecken.

## Start and Park
Als „Start and Park“ bezeichnet man den Start zu einem Rennen mit der Absicht dieses vorzeitig (normalerweise vor dem ersten Boxenstopp) zu beenden und sich mit einer hinteren Platzierung zufriedenzugeben. Mit dieser Methode erlangt das Team dennoch (wenige) Punkte und Geld für die Teilnahme, spart sich aber das Risiko eines Unfalls und muss keine Boxencrew anheuern. Die genauen Beweggründe können unterschiedlich sein – etwa Punkte wegnehmen, um so einem Teamkollegen die Meisterschaft zu sichern oder einfach in einer aussichtslosen Situation zu sparen. Vor allem durch die Wirtschaftskrise und das Problem der Go or go Home Fahrer war dieses Verhalten bis zur Saison 2013 weit verbreitet – Sponsoren hatten die Hinterbänkler nicht und wenn man keine Chance mehr auf Platz 35 der Meisterschaft hatte, waren auch die Punkte wertlos. 2014 scheint es dagegen ausgestorben; stattdessen gab es wiederholt Fälle, in denen Hinterbänkler nach Reparaturen mit zig Runden Rückstand wieder ins Rennen geschickt wurden. Beim Rennen in Las Vegas waren gar 42 der 43 Autos zu Rennende noch im Einsatz (das 43ste hatte einen irreparablen Motorschaden).

## The Big One
The Big One bezeichnet bei NASCAR einen Massenunfall. Die Wahrscheinlichkeit für das Auftreten eines solchen Massenunfalls ist insbesondere bei Restrictor Plate-Rennen sehr hoch, da hier mit hohen Geschwindigkeiten gefahren wird und die einzelnen Wagen sehr dicht hintereinander herfahren. Eine leichte Kollision oder Unfall eines Wagens inmitten des Wagenpulks resultiert zwangsläufig fast immer in einem Big One.

## Tight / Loose
Tight bzw. Loose bezeichnet das Fahrverhalten des Rennwagens. Anders als in anderen Rennsportserien werden nicht die Fachausdrücke Unter- und Übersteuern verwendet, sondern ein untersteuerndes, das heißt über die Vorderachse schiebendes Fahrzeug, wird als „tight“ bezeichnet. Ein übersteuerndes Fahrzeug, also eines, wo das Heck stetig zu Unruhe und zum Ausbrechen neigt, wird als „loose“ bezeichnet. Die klassischen Fachtermini sind in NASCAR sogar vielfach unbekannt.

## Track Bar
Track Bar ist ein anderer Begriff für einen Panhardstab, der bei einem NASCAR-Rennwagen an der hinteren Starrachse auf der linken Fahrzeugseite an der Feder und auf der rechten Fahrzeugseite mit der Karosserie verbunden ist. Seine Konfiguration kann während des Rennens mittels einer langen Kurbel beim Boxenstopp, die in ein Loch in der Heckscheibe eingesteckt wird, durch das Team verändert werden. Wird der Aufhängungspunkt an der Karosserie nach oben verschoben, also der Track Bar erhöht, verschiebt sich aufgrund der festen Länge des Stabes die Karosserie nach links zum Kurveninneren und erhöht somit das Rollzentrum des Wagens. Das Fahrverhalten ändert sich von tight zu loose. Entgegengesetzt verschiebt sich die Karosserie zum Kurvenäußeren und verringert das Rollzentrum. Die Hinterachse bekommt mehr Haftung und das Fahrverhalten ändert sich von loose zu tight.

## Valance

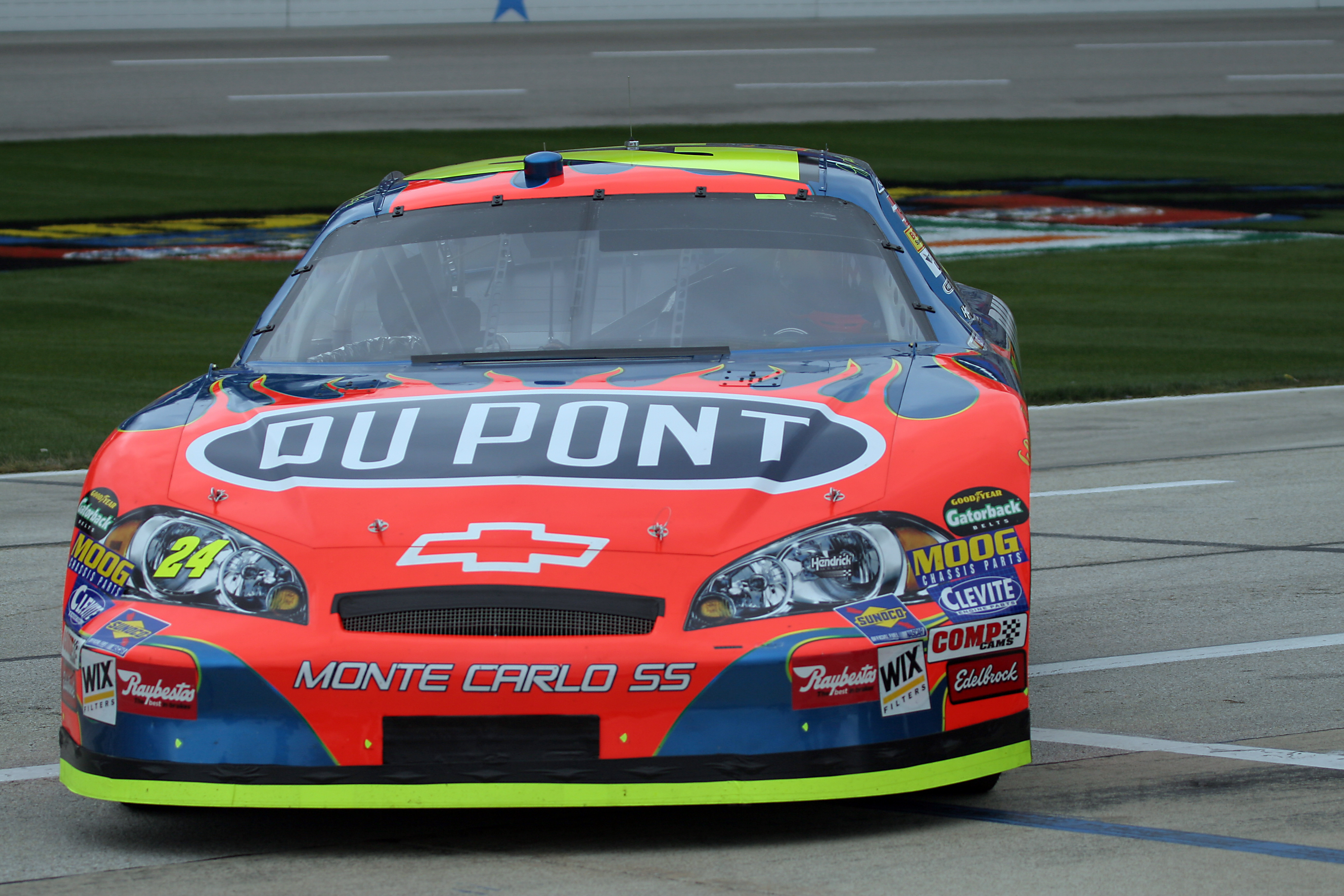
Frontpartie eines Rennwagens der Saison 2007: Gut zu erkennen die Valance ganz unten in schwarz/gelb

Als Valance wird die Lippe am unteren Ende der Frontschürze bezeichnet. Sie ist aus Metall und lässt sich in der Höhe anpassen. Es ist rennentscheidend, dass sich die Valance im Rennen selbst parallel zur und mit möglichst geringem Abstand oberhalb der Fahrbahn befindet, da über sie ein Großteil des Abtriebs auf der Vorderachse generiert wird. Je geringer der Abstand zwischen Fahrbahn und Valance ist, desto größer ist der erzeugte Abtrieb.
Mit Einführung des Car of Tomorrow im Sprint Cup wurde die Valance bei den Cup-Autos durch einen Front-Splitter ersetzt, einer Art Flügel unterhalb der Stoßstange. Die Grundsätze der Konfiguration sind aber identisch geblieben.

## Wedge
Wedge beschreibt das Gewichtsverhältnis eines NASCAR-Rennwagens zwischen dem linken vorderen und rechten hinteren Rad gegenüber dem rechten vorderen und linken hinteren Rad. Konkret bezieht sich Wegde auf das Gewicht, das auf dem rechten vorderen und linken hinteren Rad lastet. Dieses Verhältnis respektive Gewicht kann während eines Rennens durch ein Teammitglied bei einem Boxenstopp verändert werden. Dazu befinden sich in der Heckscheibe zwei Löcher, in die eine lange Kurbel eingesteckt wird. Durch Drehen der Kurbel wird die Vorspannung der Feder auf der jeweiligen Seite verändert und das Fahrzeug hebt bzw. senkt sich auf der entsprechenden Diagonalen, respektive das Gewicht nimmt zu beziehungsweise ab.
Die Veränderung wird vorgenommen in ganzen oder halben Umdrehungen der Kurbel.
„Adding a round of wedge“ bedeutet, dass mehr Gewicht auf die Diagonale vorne rechts – hinten links gelegt wird, wodurch das Auto „tight“, das heißt untersteuernd wird. „Taking a round of wedge out“ bewirkt genau das Gegenteil: Das Gewicht auf der Diagonalen vorne links – hinten rechts wird erhöht und das Auto wird „loose“, das heißt übersteuernd.